# Vitória Vasconcellos
Maria Vitória de Vasconcellos Marques, mais conhecida como Vitória Vasconcellos (Recife, 4 de Janeiro de 1998), é uma atriz e cineasta brasileira, e atuou em mais de trinta curtas-metragens gravados no Brasil, Itália, Uruguai, Austrália e Estados Unidos, onde morou por sete anos.
Atuou, escreveu e dirigiu os curta-metragens Pathei Mathos, que obteve destaque no circuito de festivais de cinema estudantil global, sendo premiado no maior festival estudantil do mundo, Ivy Film Festival e recebeu outra dúzia de prêmios pelo mundo; Solum, vencedor de quatro prêmios no CINE PE; e o drama distópico Bleed, Don’t Die, premiado como melhor curta no NOT Film Festival da Itália.
Vitória foi uma de 20 cineastas emergentes escolhidos para o renomado 2021 TIFF Filmmaker Lab do Festival Internacional de Cinema de Toronto (TIFF), ganhando o prêmio TIFF Share Her Journey Fellowship para seu primeiro longa-metragem em desenvolvimento. Vitória recebeu duas vezes o prêmio de Emerging Creator Scholarship da NALIP - National Association of Latino Independent Producers. 

## Carreira
Em 2016, ingressou no curso de cinema da University of Southern California School of Cinematic Arts, graduando-se em 2020, com a láurea Magna Cum Laude e foi uma das 50 premiadas (entre a classe de 16.000 formandos) com a medalha USC Global Scholar, concedida pela universidade por mérito acadêmico que ultrapassa fronteiras.
Enquanto estudante de cinema na USC, Vitória atuou, escreveu, produziu e dirigiu seu primeiro curta-metragem, Pathei Mathos, vencedor de 12 prêmios internacionais. O curta foi exibido em diversos festivais internacionais, incluindo o National Film Festival for Talented Youth, Hannover Up-and-Coming Film Festival, Ivy Film Festival, Up-and-coming Festival Hannover, Scout Film Festival e o mercado Short Film Corner do Festival de Cannes.
De 2020 a 2022, cursou o conservatório de teatro profissional Stella Adler em Los Angeles. Em 2021, ela foi uma das 20 cineastas emergentes selecionadas para o TIFF Filmmaker Lab do Festival Internacional de Cinema de Toronto (TIFF) com o projeto de longa-metragem Sangra, Não Morre. Durante sua participação, foi escolhida como vencedora do prêmio TIFF Share Her Journey e convidada a retornar ao festival em 2022 como embaixadora do prêmio. Em 2023, o projeto foi selecionado para o programa de mentoria do Festival Internacional de Mulheres no Cinema.
Em 2021, ela reuniu seis amigos e realizou o curta-metragem Solum, no qual atuou, dirigiu, escreveu, produziu e montou. O filme conquistou os prêmios de Melhor Curta pelo Júri Popular, Melhor Roteiro, Melhor Fotografia e Melhor Montagem na mostra pernambucana do CINE PE. Além disso, foi exibido em festivais como Cinefantasy, Curta Taquary, Morbido Fest (México), Curta Caicó, entre outros.
Em 2022, protagonizou o curta-metragem pernambucano Crimes Holandeses, dirigido por Maria Clara Almeida, recebendo uma indicação de Melhor Atriz no FestCine Itaúna. Também estreou o monólogo "Clarice and the Meaning of Everything" em Los Angeles, interpretando Clarice Lispector. Nesse mesmo ano, seu projeto de curta-metragem, Beira-Mar foi selecionado para a segunda edição do ScriptLab do Curta Taquary. 
Em 2023, co-protagonizou o curta-metragem De Noite na Cama, dirigido por Malu Rizzo, vencedor da Menção Honrosa de melhor filme pernambucano e do prêmio de Melhor Curta-metragem pernambucano pelo Júri Popular no RECIFEST.
Participou das residências Kino LaGuarimba (Itália), Cinemadamare (Itália), Cinemarea (Uruguai) e do Locarno Festival Basecamp (Suíça). Atuou em diversos curtas realizados no Brasil, Itália e Uruguai, incluindo My Fear of Water, No piensen en mi, Náufrago e Fixation. Durante as residências, também dirigiu os curtas documentais Gioventutto (Itália) e Entre Rio y Mar, em La Paloma (Uruguai).

## Filmografia

### Filmes de curta-metragem
| Ano  | Título               | Papel                                             |
| ---- | -------------------- | ------------------------------------------------- |
| 2019 | Just Right           | Atriz                                             |
| 2019 | Happy Birthday Katie | Atriz                                             |
| 2020 | Pathei Mathos        | Atriz, Diretora, Produtora, Roteirista            |
| 2020 | A Fork on the Road   | Atriz                                             |
| 2020 | Hollywd BB           | Atriz                                             |
| 2021 | Solum                | Atriz, Diretora, Montadora, Produtora, Roteirista |
| 2022 | Crimes Holandeses    | Atriz                                             |
| 2022 | Bleed, don't die     | Atriz, Diretora, Montadora, Produtora, Roteirista |
| 2023 | De Noite na Cama     | Atriz                                             |
| 2023 | No piensen en mi     | Atriz                                             |
| 2024 | Náufrago             | Atriz, Diretora, Montadora, Produtora, Roteirista |